# ラルフ・ハワード (初代ウィックロー子爵)

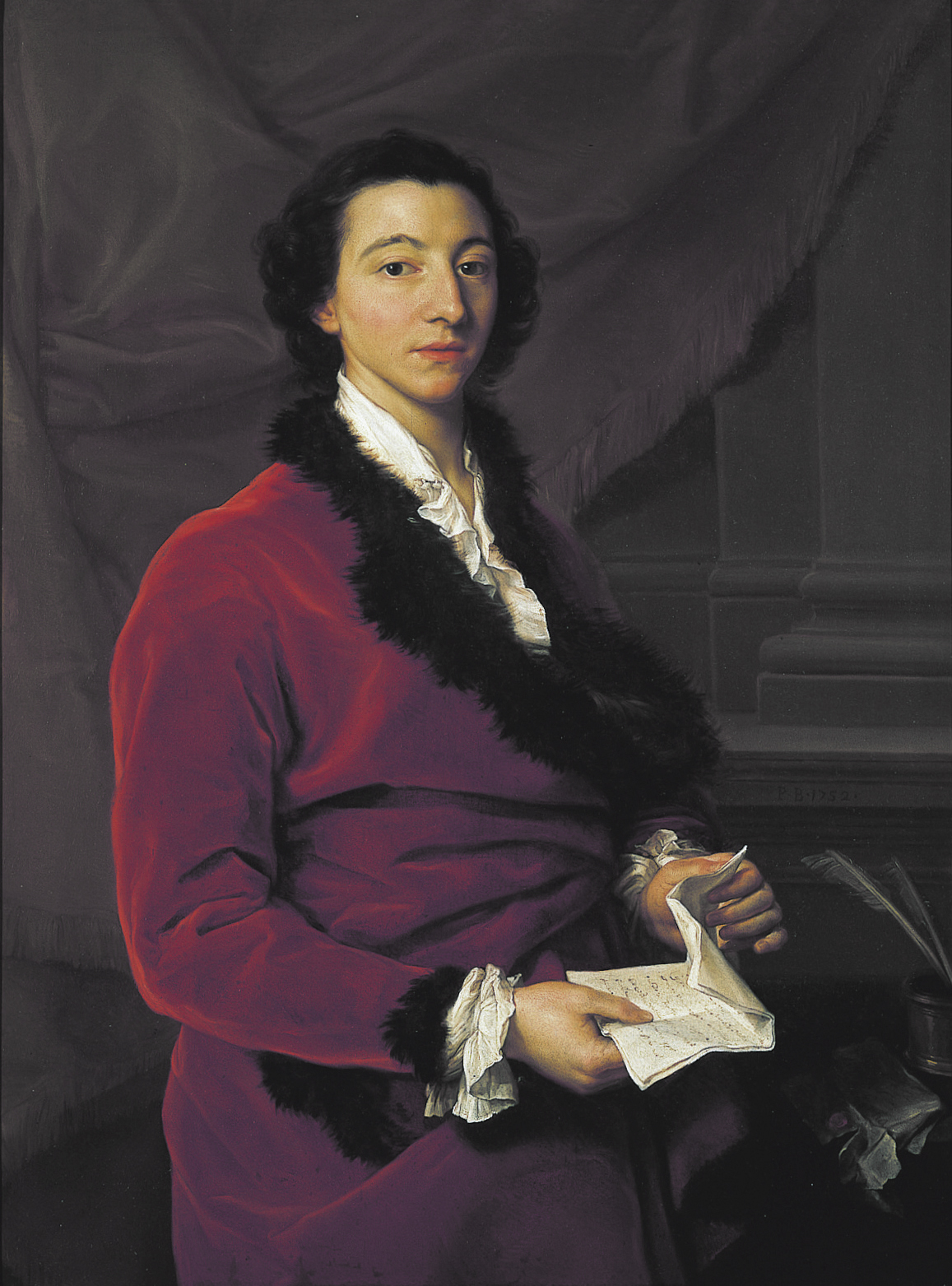
ポンペオ・バトーニによる肖像画、1752年。

初代ウィックロー子爵ラルフ・ハワード（英語: Ralph Howard, 1st Viscount Wicklow PC (Ire)、1727年8月29日 – 1789年6月26日）は、アイルランド王国の政治家、貴族。1761年から1776年までアイルランド庶民院議員を務めた。

## 生涯
エルフィン主教ロバート・ハワード（1740年4月3日没）と妻ペイシェンス（Patience、ゴドフリー・ブーリンの娘）の息子として、1727年8月29日に生まれた。1743年10月19日にダブリン大学トリニティ・カレッジに入学、1747年春にB.A.の学位を修得した。
1749年にウィックロー県長官を、1754年にカーロウ県長官を務めた後、1761年から1776年までウィックロー県選挙区の代表としてアイルランド庶民院議員を務めた。1761年と1768年の総選挙ではドニゴール県のセント・ジョンズタウン選挙区で重複当選している。1770年5月7日、アイルランド枢密院の枢密顧問官に任命された。
1772年9月、アイルランド総督の第4代タウンゼンド子爵ジョージ・タウンゼンドが退任に際してハワードの叙爵を推薦した。1776年7月21日、ハワードはアイルランド貴族であるカーロウ県クロンモア城におけるクロンモア男爵に叙された。1777年10月14日、アイルランド貴族院で紹介を受けて貴族院議員に就任した。1785年6月21日、同じくアイルランド貴族であるウィックロー県におけるウィックロー子爵に叙された。
1789年6月26日にダブリンのラトランド・スクエア（現パーネル・スクエア）で死去、息子ロバートが爵位を継承した。

## 家族
1755年8月11日、アリス・フォワード（Alice Forward、1737年ごろ – 1807年3月7日、ウィリアム・フォワードの娘）と結婚、7男4女をもうけた。
- ロバート（1757年8月7日 – 1815年10月23日） - 第2代ウィックロー子爵、第2代ウィックロー伯爵[2]
- ウィリアム（1761年1月 – 1818年9月27日） - 第3代ウィックロー子爵、第3代ウィックロー伯爵[2]
- ヒュー（英語版）（1761年1月27日 – 1840年11月3日） - アイルランド庶民院議員[4]
- ジョン（1778年没） - 生涯未婚[3]
- ラルフ（1773年没[3]）
- ブーリン - 聖職者[3]
- ヘンリー（1793年没） - フランス革命戦争のフランドル戦役で戦死[3]
- ステュアータ（Stuarta、1823年没） - 生涯未婚[3]
- イザベラ（1784年没） - 生涯未婚[3]
- キャサリン（1842年2月24日没[5]）
- メアリー（1776年 – 1798年7月25日） - 1797年、トマス・ホア（Thomas Hore、ウォルター・ホアの息子）と結婚[5]

アリスはウィックロー子爵死後の1793年12月5日にアイルランド貴族であるウィックロー伯爵に叙され、1807年にラトランド・スクエアで死去した。

## 関連図書
- Raynell, William Alexander (1891). "Howard, Ralph" . In Stephen, Leslie; Lee, Sidney (eds.). Dictionary of National Biography (英語). Vol. 25. London: Smith, Elder & Co. pp. 57–58.
- Barnard, Toby (23 September 2004). "Howard, Robert". Oxford Dictionary of National Biography (英語) (online ed.). Oxford University Press. doi:10.1093/ref:odnb/13936。 (要購読、またはイギリス公立図書館への会員加入。)

| アイルランド議会                                             | アイルランド議会 | アイルランド議会                                         |
| ------------------------------------------------------------ | --- | -------------------------------------------------------- |
| 先代 リチャード・チャペル・ウェーリー アンソニー・ブラバゾン | 庶民院議員（ウィックロー県選挙区選出） 1761年 – 1776年 同職：リチャード・ウィンフィールド閣下 1761年 – 1765年 ウィリアム・ブラバゾン 1765年 – 1776年 | 次代 ジョン・ストラトフォード閣下 ウィリアム・ブラバゾン |
| 先代 ジョージ・ハミルトン閣下 ウィリアム・フォワード         | 庶民院議員（セント・ジョンズタウン選挙区選出） 1761年 同職：ウィリアム・フォワード                                                                   | 次代 ウィリアム・タルボット ウィリアム・フォワード       |
| 先代 ウィリアム・タルボット ウィリアム・フォワード           | 庶民院議員（セント・ジョンズタウン選挙区選出） 1768年 – 1769年 同職：ウィリアム・タルボット                                                          | 次代 ウィリアム・タルボット ヒュー・ハワード             |
| アイルランドの爵位                                           | |                                                          |
| 爵位創設                                                     | ウィックロー子爵 1785年 – 1789年 | 次代 ロバート・ハワード                                  |
| 爵位創設                                                     | クロンモア男爵 1776年 – 1789年 | 次代 ロバート・ハワード                                  |